# Agnieszka Grochowska
Agnieszka Grochowska (el 31 de diciembre de 1979, Varsovia) es una actriz de cine y teatro polaca.

## Biografía
Agnieszka Grochowska nació el 31 de diciembre de 1979 en Varsovia. Se graduó de la Academia Nacional de Arte Dramático de Varsovia en 2002 y en 2003, comenzó a trabajar en el Studio Theatre de Varsovia.
Ganó el Premio Shooting Stars 2007. Por su papel en Shameless (2012), recibió el Premio de la Academia Polaca a la Mejor Actriz, mientras que sus actuaciones en The Welts (2004), In Darkness (2011) y Walesa. Man of Hope (2013) le valió tres nominaciones adicionales. Grochowska también fue reconocida como Mejor Actriz por su papel en la película de comedia noruega Upperdog (2009) en los Premios Amanda, y recibió los Premios del Festival de Cine Polaco por Trzy minuty. 21:37 (2011) y Obce niebo (2015). Fue nominada al Premio Kanon, otorgado en el Festival Internacional de Cine Kosmorama en Trondheim. Sus otros papeles notables incluyen a Julia en Just Love Me (2006) y Joanna en Expecting Love (2008). En el drama musical Teen Spirit del 2018, donde interpretó a la madre del personaje de Elle Fanning, Marla.
Obtuvo la Cruz de Oro al Mérito y la Medalla de Bronce al Mérito a la Cultura - Gloria Artis del gobierno polaco por sus contribuciones a la cultura polaca.
Desde 2004 está casada con el director Dariusz Gajewski . En 2012 nació su primer hijo, Władysław, y en 2016 el segundo, Henryk.
En 2023 estrenó como protagonista la película Día de la Madre dirigida por Mateusz Rakowicz.

## Filmografía
| Año           | Título                             | notas |
| ------------- | ---------------------------------- | --- |
| 2004          | En route                           | |
| 2004          | The Welts                          | Nominada al Premio de la Academia Polaca a la Mejor Actriz Nominada al Premio Jameson People's Choice a la mejor actriz Nominada al Premio Golden Duck a la mejor actriz polaca           |
| 2005          | Nina's Journey                     | |
| 2006          | Just Love Me                       | |
| 2006          | Wszyscy jesteśmy Chrystusami       | |
| 2007          | Ekipa                              | Series de televisión |
| 2008          | Expecting Love                     | |
| 2009          | Upperdog                           | Premio Amanda a la mejor actriz Nominada al Premio Kanon a la mejor actriz |
| 2010          | Beyond the Steppes                 | Premio del Festival de Cine de Ostende a la mejor actriz |
| 2011          | Trzy minuty. 21:37                 | Premio del Festival de Cine Polaco a la mejor actriz de reparto Nominada al Premio Zbigniew Cybulski                                                                                      |
| 2011          | Nie opuszczaj mnie                 | Nominada al Premio Zbigniew Cybulski |
| 2011          | 80 Million                         | |
| 2011          | In Darkness                        | Premio del Festival de Cine Polaco a la mejor actriz Nominada al Premio de la Academia Polaca a la Mejor Actriz Nominada al Premio Zbigniew Cybulski                                      |
| 2012          | Shameless                          | Premio de la Academia Polaca a la Mejor Actriz Nominada al Premio Zbigniew Cybulski |
| 2013          | Walesa. El hombre de la esperanza  | Nominada al Premio de la Academia Polaca a la Mejor Actriz |
| 2015          | Child 44                           | |
| 2015          | Obce Niebo                         | Premio del Festival de Cine Polaco a la mejor actriz Premio a la Mejor Actriz en la Competición de Largometraje Polaco en el Festival Internacional de Cine Independiente Fuera de Cámara |
| 2015          | Persona Non Grata                  | |
| 2017          | Policía 110                        | Series de televisión Episodio: "Das Beste für mein Kind" |
| 2018          | Teen Spirit                        | |
| 2019          | Nielegalni                         | Series de televisión |
| 2019          | Sanctuary                          | Series de televisión 7 episodios |
| 2019-presente | Motyw                              | Series de televisión Reparto principal |
| 2020          | My Wonderful Wanda                 | |
| 2020          | el bosqueThe Woods                 | Mini series Reparto principal |
| 2021          | Leave No Traces                    | |
| 2022          | How I Fell in Love with a Gangster | |
| 2023          | Día de la Madre                    | |